# Stocketjärnen (Nössemarks socken, Dalsland, norr om Sund)
Stocketjärnen är en sjö i Dals-Eds kommun i Dalsland och ingår i Göta älvs huvudavrinningsområde.